# Ludwig Abel
Ludwig Abel (n. 14 ianuarie 1835, Eckartsberga, Saxonia-Anhalt, Germania – d. 13 august 1895, Pasing⁠(d), Regatul Bavariei, Germania) a fost educator, profesor de muzică, violonist și compozitor german.